# Казале Цапула (Рагуза)
Казале Цапула је насеље у Италији у округу Рагуза, региону Сицилија.
Према процени из 2011. у насељу је живело 321 становника. Насеље се налази на надморској висини од 289 м.